# Paliperidone
Paliperidone, được bán dưới tên thương mại Invega, là một loại thuốc chống loạn thần không điển hình. Paliperidone chủ yếu được sử dụng để điều trị tâm thần phân liệt và rối loạn phân liệt. Nó nằm trong Danh sách Thuốc thiết yếu của Tổ chức Y tế Thế giới.